# Casa Preta Amazônia
A Casa Preta Amazônia é um centro cultural localizado na Ilha de Caratateua, distrito de Outeiro, Belém. Foi criada com o objetivo de ser um espaço voltado para a construção de uma ideologia pan-africanista, mas ao longo do tempo foi incorporando outros projetos voltados para a juventude periférica belenense, particularmente ligados ao grafite e ao hip hop.

## Histórico
A Casa Preta surgiu em 2008 com o encontro em Belém de quatro jovens negros oriundos de periferias brasileiras: Rafael Gomes e Don Perna, de Campinas, São Paulo, e Negro Guinê e Negro Lamar, de São Luís, Maranhão. Os quatro tinham em comum o fato de suas atividades girarem em torno de trabalho comunitário e articulação social.
Don Perna convidou os outros três para dividirem o aluguel da sua casa, e ali surgiu o espaço cultural apelidado de "Casa dos Pretos" e posteriormente de "Coletivo Casa Preta", a concretização do sonho de Don Perna sobre criar um local onde pessoas negras pudessem trabalhar em projetos culturais.
Em 2012, a Casa Preta passou a ser uma entidade jurídica. Então, dos fundadores originais restava apenas Don Perna, mas novos integrantes vieram para tocar os projetos do coletivo.
A partir de 2017, a associação instalou-se em seu endereço atual, na Ilha de Caratateua.

## Serviços
A Casa Preta oferece as seguintes oficinas/cursos/serviços:
- Oficina de tambores / construção de instrumentos;
- Graffiti comercial / artístico;
- Contação de histórias
- Apliques/tranças;
- Software livre/edição gráfica/edição audiovisual/fotografia
- Aluguel de projetor/caixa de som/microfone